# تصفيات دوري أبطال أوروبا للكرة الطائرة للسيدات 2017–18
تُظهر هذه المقالة مرحلة التأهل لدوري أبطال أوروبا للسيدات 2017–18. بلغ إجمالي عدد الفرق التي دخلت هذه الجولة التأهيلية 14 فريقًا. خلال التصفيات، يستمر الفائزون في التقدم حتى تنضم آخر 4 فرق باقية إلى الفرق الـ12 التي تأهلت مباشرة إلى دور الدوري الرئيسي للبطولة بناءً على قائمة تصنيف كؤوس أوروبا. يتم تخصيص جميع الفرق العشرة التي لم تتقدم في التصفيات لدوري أبطال أوروبا للكرة الطائرة للسيدات 2017–18.

## الفرق المشاركة
| الترتيب | البلد           | عدد الفرق | الفريق                         | النتيجة (التأهل إلى)                                               |
| ------- | --------------- | --------- | ------------------------------ | ------------------------------------------------------------------ |
| 1       | تركيا           | 1         | فاكيف بنك إسطنبول2             | المجموعة د من دوري أبطال أوروبا                                    |
| 2       | روسيا           | 1         | ينيسي كراسنويارسك2             | النهائيات السادسة عشر لكأس دوري أبطال أوروبا للكرة الطائرة للسيدات |
| 3       | بولندا          | 1         | ديفيلوبرز سكاي ريس رزيسزو1     | المجموعة أ من دوري أبطال أوروبا                                    |
| 7       | إيطاليا         | 1         | إيموكو فولي كونجليانو1         | المجموعة ب من دوري أبطال أوروبا                                    |
| 8       | فرنسا           | 1         | روشفيل لو كانيت1               | النهائيات السادسة عشر لكأس دوري أبطال أوروبا للكرة الطائرة للسيدات |
| 12      | بلجيكا          | 1         | أستريكس أفو بيفرين1            | النهائيات السادسة عشر لكأس دوري أبطال أوروبا للكرة الطائرة للسيدات |
| 13      | فنلندا          | 1         | إل بي سالو1                    | النهائيات السادسة عشر لكأس دوري أبطال أوروبا للكرة الطائرة للسيدات |
| 14      | سلوفينيا        | 1         | نوفا كيه بي إم برانيك ماريبور1 | النهائيات السادسة عشر لكأس دوري أبطال أوروبا للكرة الطائرة للسيدات |
| 17      | إسرائيل         | 1         | هبوعيل كفار سابا1              | النهائيات السادسة عشر لكأس دوري أبطال أوروبا للكرة الطائرة للسيدات |
| 18      | هولندا          | 1         | سليدريخت سبورت1                | النهائيات السادسة عشر لكأس دوري أبطال أوروبا للكرة الطائرة للسيدات |
| 19      | المجر           | 1         | لينامار-بيكيسكسباي آر إس إس1   | النهائيات السادسة عشر لكأس دوري أبطال أوروبا للكرة الطائرة للسيدات |
| 20      | بيلاروس         | 1         | مينتشانكا مينسك1               | النهائيات السادسة عشر لكأس دوري أبطال أوروبا للكرة الطائرة للسيدات |
| 23      | البوسنة والهرسك | 1         | زوك بيمال-جيدينستفو برتشكو1    | النهائيات السادسة عشر لكأس دوري أبطال أوروبا للكرة الطائرة للسيدات |
| 28      | بلغاريا         | 1         | ماريتزا بلوفديف1               | المجموعة ج من دوري أبطال أوروبا                                    |

1.^الفريق يدخل الجولة الثانية.
2.^الفريق يدخل الجولة الثالثة.

## الجولة الثانية
- يتنافس 12 فريقًا في الجولة الثانية.
- الفائزون يتأهلون إلى الجولة الثالثة. سيتنافس الخاسرون في نهائيات النسخة السادسة عشر من كأس دوري أبطال أوروبا للكرة الطائرة للسيدات 2017–18.
- جميع الأوقات محلية.

| الفريق الأول                | إجم. | الفريق الثاني                 | مباراة الذهاب | مباراة الإياب | المجموعة الذهبية |
| --------------------------- | ---- | ----------------------------- | ------------- | ------------- | ---------------- |
| هبوعيل كفار سابا            | 0–6  | ديفيلوبرز سكاي ريس رزيسزو     | 1–3           | 0–3           |                  |
| لينامار-بيكيسكسباي آر إس إس | 0–6  | إيموكو فولي كونجليانو         | 0–3           | 0–3           |                  |
| مينتشانكا مينسك             | 4–2  | روشفيل لو كانيت               | 3–2           | 3–2           |                  |
| سليدريخت سبورت              | 5–1  | أستريكس أفو بيفرين            | 3–2           | 3–1           |                  |
| ماريتزا بلوفديف             | 3–3  | إل بي سالو                    | 3–1           | 1–3           | 15–12            |
| زوك بيمال-جيدينستفو برتشكو  | 0–6  | نوفا كيه بي إم برانيك ماريبور | 0–3           | 0–3           |                  |

الملاحظات
- يعرض الجدول الفرق (1 و 2) حسب نتيجة القرعة.
- تم عكس ترتيب المباريات بين مينتشانكا مينسك وروشفيل لو كانيه، حيث أقيمت مباراة الذهاب في فرنسا والثانية في بيلاروسيا.

### الذهاب
| التاريخ   | التوقيت |                             | النتيجة |                               | الشوط 1 | الشوط 2 | الشوط 3 | الشوط 4 | الشوط 5 | المجموع | التقرير |
| --------- | ------- | --------------------------- | ------- | ----------------------------- | ------- | ------- | ------- | ------- | ------- | ------- | ------- |
| 17 أكتوبر | 19:30   | هبوعيل كفار سابا            | 1–3     | ديفيلوبرز سكاي ريس رزيسزو     | 20–25   | 28–30   | 32–30   | 13–25   |         | 93–110  | تقرير   |
| 17 أكتوبر | 18:00   | لينامار-بيكيسكسباي آر إس إس | 0–3     | إيموكو فولي كونجليانو         | 4–25    | 10–25   | 17–25   |         |         | 31–75   | تقرير   |
| 17 أكتوبر | 20:00   | روشفيل لو كانيت             | 2–3     | مينتشانكا مينسك               | 22–25   | 27–25   | 25–22   | 26–28   | 13–15   | 113–115 | تقرير   |
| 17 أكتوبر | 19:00   | سليدريخت سبورت              | 3–2     | أستريكس أفو بيفرين            | 25–19   | 25–23   | 24–26   | 23–25   | 15–13   | 112–106 | تقرير   |
| 17 أكتوبر | 19:00   | زوك بيمال-جيدينستفو برتشكو  | 0–3     | نوفا كيه بي إم برانيك ماريبور | 17–25   | 13–25   | 22–25   |         |         | 52–75   | تقرير   |
| 19 أكتوبر | 19:00   | ماريتزا بلوفديف             | 3–1     | إل بي سالو                    | 25–18   | 25–20   | 23–25   | 25–21   |         | 98–84   | تقرير   |

### الإياب
| التاريخ    | التوقيت    |                               | النتيجة |                             | الشوط 1 | الشوط 2 | الشوط 3 | الشوط 4 | الشوط 5 | المجموع | التقرير |
| ---------- | ---------- | ----------------------------- | ------- | --------------------------- | ------- | ------- | ------- | ------- | ------- | ------- | ------- |
| 21 أكتوبر  | 20:00      | ديفيلوبرز سكاي ريس رزيسزو     | 3–0     | هبوعيل كفار سابا            | 25–21   | 25–19   | 25–15   |         |         | 75–55   | تقرير   |
| 21 أكتوبر  | 20:35      | إيموكو فولي كونجليانو         | 3–0     | لينامار-بيكيسكسباي آر إس إس | 25–11   | 25–10   | 25–15   |         |         | 75–36   | تقرير   |
| 21 أكتوبر  | 17:00      | مينتشانكا مينسك               | 3–2     | روشفيل لو كانيت             | 25–21   | 25–12   | 21–25   | 22–25   | 18–16   | 111–99  | تقرير   |
| 21 أكتوبر  | 19:30      | أستريكس أفو بيفرين            | 1–3     | سليدريخت سبورت              | 25–13   | 24–26   | 21–25   | 17–25   |         | 87–89   | تقرير   |
| 21 أكتوبر  | 18:00      | نوفا كيه بي إم برانيك ماريبور | 3–0     | زوك بيمال-جيدينستفو برتشكو  | 25–17   | 25–21   | 25–16   |         |         | 75–54   | تقرير   |
| 25 أكتوبر  | 19:00      | إل بي سالو                    | 3–1     | ماريتزا بلوفديف             | 14–25   | 25–22   | 26–24   | 25–19   |         | 90–90   | تقرير   |
| Golden set | Golden set | إل بي سالو                    | 12–15   | ماريتزا بلوفديف             |         |         |         |         |         |         |         |

## الجولة الثالثة
- 8 فرق تتنافس في الجولة الثالثة.
- يتأهل الفائزون إلى دور الدوري. أما الخاسرون، فسيتنافسون في الدور النهائي السادس عشر من كأس دوري أبطال أوروبا للكرة الطائرة للسيدات 2017–18.
- جميع الأوقات بالتوقيت المحلي.

| الفريق الأول                  | إجم. | الفريق الثاني         | مباراة الذهاب | مباراة الإياب | المجموعة الذهبية |
| ----------------------------- | ---- | --------------------- | ------------- | ------------- | ---------------- |
| مينتشانكا مينسك               | 0–6  | فاكيف بنك إسطنبول     | 0–3           | 0–3           |                  |
| ماريتزا بلوفديف               | 3–3  | ينيسي كراسنويارسك     | 2–3           | 3–2           | 15–11            |
| نوفا كيه بي إم برانيك ماريبور | 0–6  | مطورو سكاي ريس رزيسزو | 1–3           | 1–3           |                  |
| سليدريخت سبورت                | 0–6  | إيموكو فولي كونجليانو | 0–3           | 0–3           |                  |

### الذهاب
| التاريخ  | التوقيت |                               | النتيجة |                       | الشوط 1 | الشوط 2 | الشوط 3 | الشوط 4 | الشوط 5 | المجموع | التقرير |
| -------- | ------- | ----------------------------- | ------- | --------------------- | ------- | ------- | ------- | ------- | ------- | ------- | ------- |
| 7 نوفمبر | 17:00   | مينتشانكا مينسك               | 0–3     | فاكيف بنك إسطنبول     | 17–25   | 20–25   | 27–29   |         |         | 64–79   | تقرير   |
| 7 نوفمبر | 18:00   | ماريتزا بلوفديف               | 2–3     | ينيسي كراسنويارسك     | 25–21   | 25–18   | 22–25   | 20–25   | 14–16   | 106–105 | تقرير   |
| 7 نوفمبر | 20:00   | نوفا كيه بي إم برانيك ماريبور | 1–3     | مطورو سكاي ريس رزيسزو | 22–25   | 25–23   | 23–25   | 22–25   |         | 92–98   | تقرير   |
| 7 نوفمبر | 19:00   | سليدريخت سبورت                | 0–3     | إيموكو فولي كونجليانو | 15–25   | 23–25   | 21–25   |         |         | 59–75   | تقرير   |

### الإياب
| التاريخ    | التوقيت    |                       | النتيجة |                               | الشوط 1 | الشوط 2 | الشوط 3 | الشوط 4 | الشوط 5 | المجموع | التقرير |
| ---------- | ---------- | --------------------- | ------- | ----------------------------- | ------- | ------- | ------- | ------- | ------- | ------- | ------- |
| 11 نوفمبر  | 17:00      | فاكيف بنك إسطنبول     | 3–0     | مينتشانكا مينسك               | 25–21   | 25–16   | 25–16   |         |         | 75–53   | تقرير   |
| 11 نوفمبر  | 17:00      | ينيسي كراسنويارسك     | 2–3     | ماريتزا بلوفديف               | 25–20   | 25–19   | 22–25   | 25–27   | 12–15   | 109–106 | تقرير   |
| Golden set | Golden set | ينيسي كراسنويارسك     | 11–15   | ماريتزا بلوفديف               |         |         |         |         |         |         |         |
| 11 نوفمبر  | 18:30      | مطورو سكاي ريس رزيسزو | 3–1     | نوفا كيه بي إم برانيك ماريبور | 25–15   | 25–20   | 20–25   | 27–25   |         | 97–85   | تقرير   |
| 11 نوفمبر  | 20:30      | إيموكو فولي كونجليانو | 3–0     | سليدريخت سبورت                | 25–10   | 25–12   | 25–7    |         |         | 75–29   | تقرير   |